# Насирова, Тамилла Илал кызы
Тамилла Илал кызы Насирова (Тамилла Хилал гызы Насирова, азерб. Tamilla Hilal qızı Nəsirova; 20 октября 1936, посёлок Наваги, Азербайджанская ССР — 12 апреля 2023, Баку) — азербайджанский математик, доктор физико-математических наук (1994), профессор (1995), известный ученый в области теории вероятностей. Первая женщина — доктор физико-математических наук и профессор математики в Азербайджане.

## Биография
Родилась 20 октября 1936 года в посёлке Наваги. Окончила Бакинскую среднюю школу № 176 с золотой медалью (1953) и без экзаменов поступила в Азербайджанский государственный университет (АГУ, позже БГУ) на физико-математический факультет. После окончания университета в 1958 году работала по распределению в Институте кибернетики Академии наук Азербайджанской ССР в должностях лаборанта, научного сотрудника, старшего научного сотрудника (до 1980 года). Вернулась в Институт кибернетики (ныне Институт систем управления) в 1994 году на должность научного сотрудника, затем заведовала лабораторией.
В 1958 году поступила в аспирантуру Института математики Академии наук Украинской ССР, затем на кафедре теории вероятностей МГУ имени Ломоносова под руководством академика Б. В. Гнеденко работала над диссертацией. Степень кандидата физико-математических наук получила в 1964 году в Ташкентском университете, защитив диссертацию «Некоторые задачи теории массового обслуживания». С 1973 года преподавала в АГУ на кафедре прикладной математики, с 1990 года сотрудник кафедры «Теория вероятности и математическая статистика». 
С 1994 доктор физико-математических наук: диссертация на тему «Исследование сложных процессов полумарковского блуждания при наличии экрана» защищена в Институте математики НАН Украины. В 1995 году избрана профессором кафедры теории вероятностей и математической статистики БГУ. Преподавала в БГУ до 2018 года. В 1996—2000 годах также профессор Черноморского технического университета в Трабзоне (Турция).
Удостоена почётного звания «Заслуженный учитель Азербайджана» (2007). Награждена почётными грамотами НАНА и БГУ.

## Научная деятельность
Занималась исследованием различных типов полумарковских процессов. Предложила метод исследования процессов полумарковского блуждания для распределения Эрланга. На основе исследования разработала метод нахождения распределения и его граничных функционалов. Установила связь между тремя разными типами полумарковских процессов. Впервые доказала эргодическую теорему для полумарковских процессов. Полученные Насировой теоретические результаты нашли отражении в теории надёжности, теории массового обслуживания, теории страхования, теории управления запасами.
Насирова создала в Азербайджане свою школу теории вероятностей. Под ее научным руководством получили учёные степени 2 доктора наук и 10 докторов философии. Опубликовала более 100 научных трудов, в том числе 3 монографии, 2 книги и 1 методическое пособие.